# مقصدهای پروازی لوفت‌هانزا کارگو

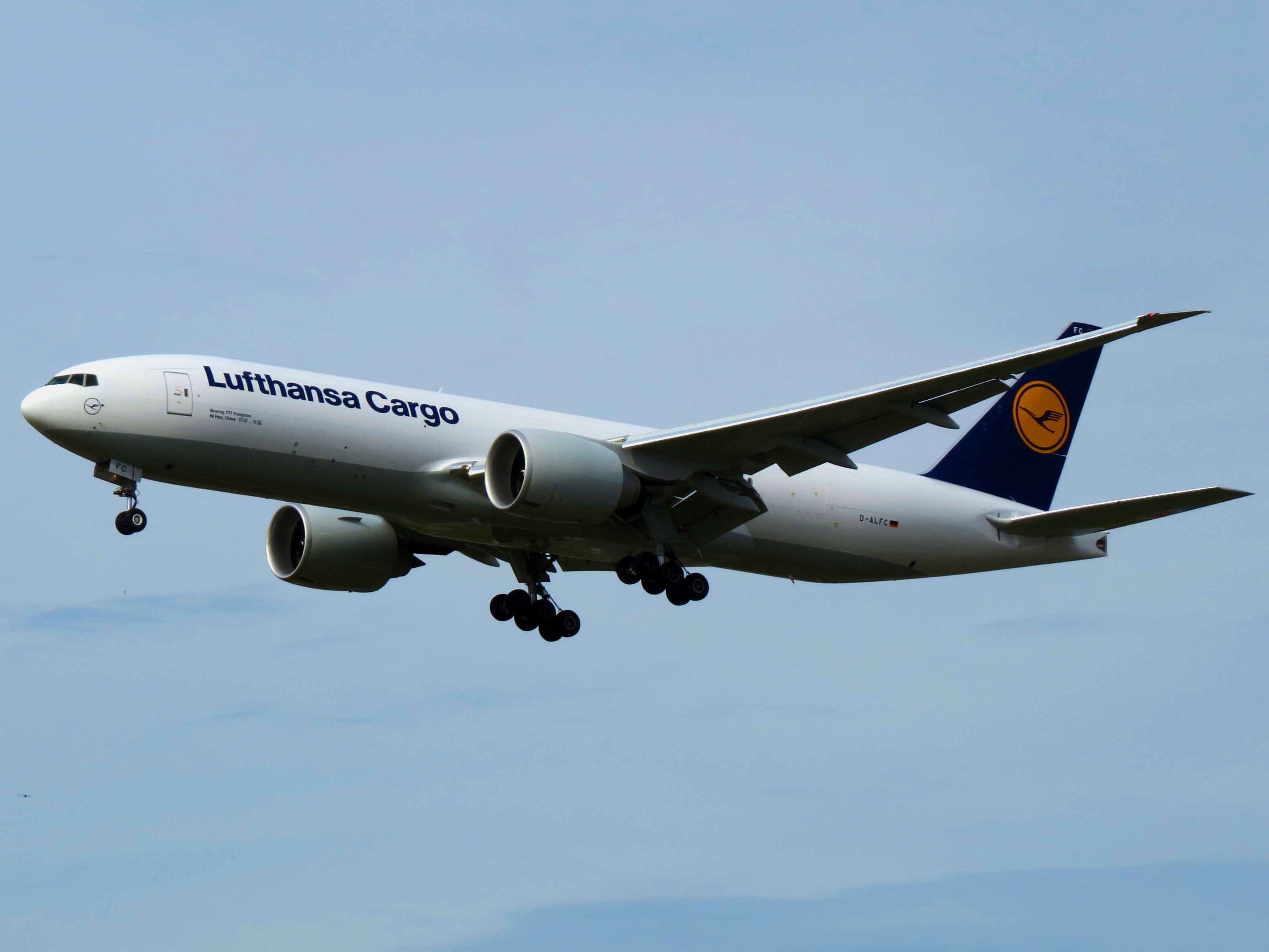
یک فروند بوئینگ ۷۷۷ متعلق به لوفت‌هانزا کارگو.

بنا بر داده‌های آوریل ۲۰۱۲ میلادی، لوفت‌هانزا کارگو به مقصدهای زیر پرواز انجام می‌دهد:

## آفریقا
- کنیا
  - نایروبی - فرودگاه بین‌المللی جومو کنیاتا
- سنگال
  - داکار - فرودگاه بین‌المللی لئوپولد سدار سنگور
- آفریقای جنوبی
  - ژوهانسبورگ - فرودگاه بین‌المللی اولیور تامبو

## آمریکا

### کارائیب
- پورتوریکو
  - اگوادیلا، پورتوریکو - فرودگاه رافائل هرناندز

### آمریکای شمالی
- کانادا
  - تورنتو - فرودگاه بین‌المللی پیرسون تورنتو
- مکزیک
  - مکزیکو سیتی - فرودگاه بین‌المللی مکزیکو سیتی
  - گوادالاخارا، خالیسکو - فرودگاه بین‌المللی دن میگوئل هیدالگو وای کوستیا
- ایالات متحدهٔ آمریکا
  - آتلانتا - فرودگاه بین‌المللی هارتسفیلد-جکسون آتلانتا
  - بوستون - فرودگاه بین‌المللی لوگان[۱]
  - شیکاگو - فرودگاه بین‌المللی اوهر شیکاگو
  - دالاس‌فورت وورث - فرودگاه بین‌المللی دالاس-فورت ورث
  - دیترویت - فرودگاه متروپولیتن شهرستان وین دیترویت
  - نیویورک - فرودگاه بین‌المللی جان اف کندی
  - لس‌آنجلس - فرودگاه بین‌المللی لس‌آنجلس

### آمریکای جنوبی
- آرژانتین
  - بوئنوس آیرس - فرودگاه بین‌المللی مینیسترو پیستارینی
- برزیل
  - ناتال - Governador Aluízio Alves International Airport
  - مانائوس - فرودگاه بین‌المللی ادواردو گومز
  - ریو دو ژانیرو - فرودگاه بین‌المللی ریو دوژانیرو گالیائو
  - کمپیناس - فرودگاه بین‌المللی ویراکوپوس-کامپیناس
  - کوریتیبا - فرودگاه بین‌المللی آفونسو پنا
- کلمبیا
  - بوگوتا - فرودگاه بین‌المللی ال دورادو
- اکوادور
  - کیتو - فرودگاه بین‌المللی نیو کیتو

### آمریکای مرکزی
- گواتمالا - فرودگاه بین‌المللی لا آررا

## آسیا

### آسیای مرکزی
- قزاقستان
  - آلماتی - فرودگاه بین‌المللی آلماتی
  - عشق‌آباد - فرودگاه عشق‌آباد

### شرق آسیا
- چین
  - پکن - فرودگاه بین‌المللی پکن
  - چونگ‌کینگ - فرودگاه بین‌المللی چنگچینگ ییانگبی
  - گوانگ‌ژو - فرودگاه بین‌المللی بایون گوآنگجو
  - شانگهای - فرودگاه بین‌المللی شانگهای پودنگ
  - شن‌یانگ - فرودگاه بین‌المللی شنینگ تخین
  - شنژن - فرودگاه بین‌المللی شنژن بن
- هنگ کنگ
  - فرودگاه بین‌المللی هنگ کنگ
- ژاپن
  - اوساکا - فرودگاه بین‌المللی کانزای
  - توکیو - فرودگاه بین‌المللی ناریتا
- کرهٔ جنوبی
  - سئول - فرودگاه بین‌المللی اینچئون

### جنوب آسیا
- بنگلادش
  - داکا - فرودگاه بین‌المللی شاه‌جلال
- هند
  - بنگلور - فرودگاه بین‌المللی بنگالورو
  - چنای - فرودگاه بین‌المللی چنای
  - دهلی - فرودگاه بین‌المللی ایندیرا گاندی
  - حیدرآباد (هند) - فرودگاه بین‌المللی راجیو گاندی (قطب)
  - کلکته - فرودگاه بین‌المللی نتاجی سبهاش چندر بوس
  - بمبئی - فرودگاه بین‌المللی چاتراپاتی شیواجی

### جنوب‌شرق آسیا
- تایلند
  - بانکوک - فرودگاه بین‌المللی سووارنابومی
- اندونزی
  - جاکارتا - فرودگاه بین‌المللی سوئکارنو-هتا

### جنوب‌غرب آسیا
- بحرین
  - منامه - فرودگاه بین‌المللی بحرین
- اسرائیل
  - تل‌آویو - فرودگاه بین‌المللی بن گوریون
- عربستان سعودی
  - جده - فرودگاه بین‌المللی ملک عبدالعزیز
  - ریاض - فرودگاه بین‌المللی ملک خالد
- امارات متحدهٔ عربی
  - شارجه - فرودگاه بین‌المللی شارجه (قطب)

## اروپا
- هلند
  - آمستردام - فرودگاه اسخیپول آمستردام
- آلمان
  - فرانکفورت - فرودگاه بین‌المللی فرانکفورت قطب
- یونان
  - آتن - فرودگاه بین‌المللی آتن
- روسیه
  - کراسنویارسک - فرودگاه یملیانو قطب
  - مسکو - فرودگاه بین‌المللی شرمتیوو
- بریتانیا
  - منچستر - فرودگاه منچستر
  - لندن - فرودگاه استانستد لندن
- نروژ
  - استاوانگر - فرودگاه سولا استاوانگر